# Strada statale 18 (Polonia)
La strada statale 18 (sigla DK 18, in polacco droga krajowa 18) è una strada statale polacca che attraversa il Paese da Olszyna a Krzyżowa. Fa parte della strada europea E36.